# Husby-Sjutolfts socken
Husby-Sjutolfts socken i Uppland ingick i Trögds härad, ingår sedan 1971 i Enköpings kommun och motsvarar från 2016 Husby-Sjutolfts distrikt.
Socknens areal är 27,13 kvadratkilometer, varav 26,24 land. År 2000 fanns här 503 invånare. Ekolsund med Ekolsunds slott samt kyrkbyn Husby med sockenkyrkan Husby-Sjutolfts kyrka ligger i socknen.

## Administrativ historik
Husby-Sjutolfts socken har medeltida ursprung.
Vid kommunreformen 1862 övergick socknens ansvar för de kyrkliga frågorna till Husby-Sjutolfts församling och för de borgerliga frågorna bildades Husby-Sjutolfts landskommun. Landskommunen uppgick 1952 i Norra Trögds landskommun som 1971 uppgick i Enköpings kommun. Församlingen uppgick 2010 i Litslena församling som 2013 uppgick i Villberga församling.
1 januari 2016 inrättades distriktet Husby-Sjutolft, med samma omfattning som församlingen hade 1999/2000.  
Socknen har tillhört län, fögderier, tingslag och domsagor enligt vad som beskrivs i artikeln Trögds härad. De indelta soldaterna tillhörde Upplands regemente, Sigtuna kompani samt Livregementets dragonkår, Sigtuna skvadron.

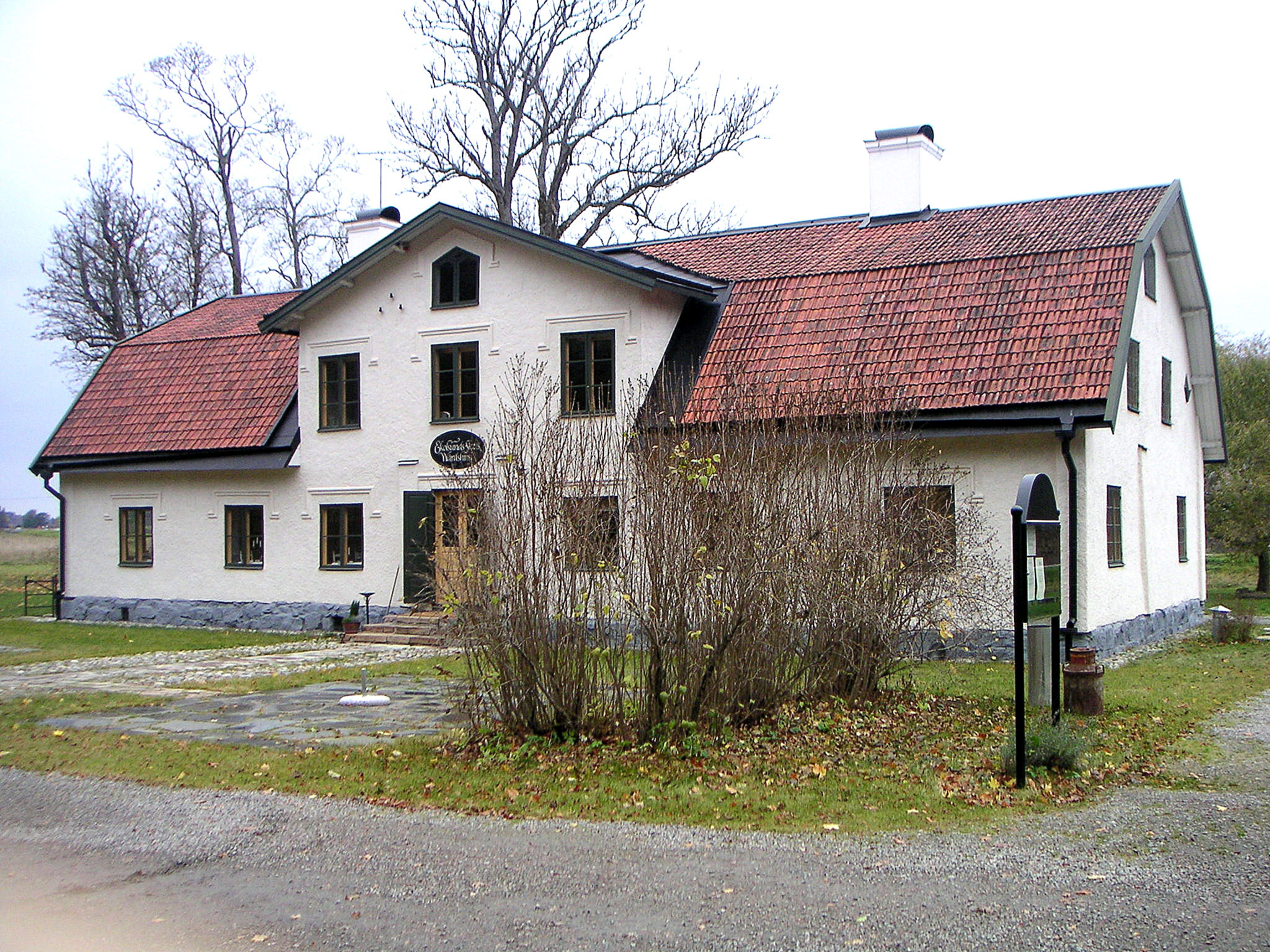
Ekolsunds värdshus i Husby-Sjutolfts socken

## Geografi
Husby-Sjutolfts socken ligger öster om Enköping med Ekolsundsviken och Hjälstaviken i öster. Socknen är en slättbygd med skogsbygd i sydost.
Området genomkorsas i söder av motorvägen E18, som går på en bro över Ekolsundsviken av Mälaren.

## Fornlämningar
Från bronsåldern finns sprida gravrösen, skärvstenshögar och flera skålgropsförekomster. Från järnåldern finns knappt 30 gravfält och en fornborg med namnet Joar Blå. Vidare finns två bildstenar och sju runstenar.

## Namnet
Namnet skrevs 1344 Husaby Siutolft och kommer från kyrkbyn. Förleden är Husby, 'förvaltningscentral med förrådshus'. Efterleden är sammansatt av sju, 'sjö' och tolft, 'grupp av tolv', en underavdelning i hundaret. Tolkningen blir då 'husabyn i tolften vid sjön'.